# Denise Tillmanns
Denise Tillmanns (25 augustus 1984) is een Duits zangeres.
In 2004 was zij tweede in het tweede seizoen van de Duitse Idols, Deutschland sucht den Superstar.
Na DSDS speelde ze mee in de soap van RTL Unter Uns. Ook speelde ze mee in een musical en tourde ze met zanger Tom Gäbel.
Na haar huwelijk met Thomas Eymanns is ze bekend onder de naam Denise Aymanns.